# Eremiaphila khamsin
Eremiaphila khamsini è una specie di mantide religiosa appartenente al genere Eremiaphila nativa delle zone dell'Egitto e dello Yemen.